# IIT マドラス
インド工科大学マドラス校（ヒンディー語: भारतीय प्रौद्योगिकी संस्थान, मद्रास、通称IITMまたはIITマドラス）は、インドのタミル・ナードゥ州チェンナイに位置する公立の工学大学。これは、インドの8つの卓越大学の1つであり、また、インド工科大学（IIT）の一部として国家的な重要性を持つ機関として認識されている。
1959年に西ドイツの前政府からの技術的および財政的な援助を得て、これはインド政府によって設立された3番目のインド工科大学である。IITマドラスは、2016年にNIRFランキングシステムが導入されて以来、教育省の国家機関ランキングフレームワークによって常にインドのトップエンジニアリング研究所としてランク付けされている。

## 歴史
1956年、西ドイツ政府はインドにおける工学の高等教育機関の設立に技術的な支援を提供すると発表した。最初の印独協定は1959年に西ドイツのボンで締結され、マドラスにインド工科大学を設立することが決定された。IITマドラスは、西ドイツ政府の技術的、学術的、財政的な援助を受けてスタートし、当時は西ドイツ政府がスポンサーとなる最大の国際教育プロジェクトだった。ドイツ連邦共和国政府は、マドラスに高度な技術機関を設立する際に以下の援助を提供することに同意した。 
- 総額が ₹1.8 クロール（2023 年時点での価値は ₹166 クロールまたは約 20 百万ドルに相当）を超えないワークショップ、実験室設備、および図書館。
- 期間は 4 ～ 5 年間、20人のドイツの教授が研究所で勤務。
- 期間は 2 年間、4人のドイツ人職長が研究所のワークショップで働く。
- 20人のインドの教師がドイツの機関でトレーニングを受けるための設備。

これにより、数年にわたり、ドイツの大学や機関とのいくつかの共同研究が実施されている。ドイツ政府からの公式なサポートは終了したが、DAADプログラムやフンボルトフェローシップを通じたいくつかの研究プロジェクトはまだ存在している。

## キャンパス
IITマドラスのメインエントランスはサルダール・パテル・ロードに位置し、アディヤールとヴェラチェリの住宅地に囲まれている。キャンパスはタミルナドゥ州知事の公式座席であるラージ・バヴァンに近い。他の入り口はヴェラチェリ（アンナ・ガーデンMTCバス停、ヴェラチェリ・メインロード近く）、ガンジ・ロード、およびタラマニ・ゲート（アセンダス・テック・パーク近く）にある。
キャンパスはチェンナイ空港から10 km（6.2 mi）、チェンナイ中央鉄道駅から12 km（7.5 mi）に位置し、市バスでアクセスできる。カストゥルバ・ナガールは、チェンナイMRTSライン上の最寄りの駅である。
ボン・アベニューとデリー・アベニューという2つの平行した道路が、教職員の住宅地域を横切り、行政棟の近くでガジェンドラ・サークルで交差します。メインゲート、ガジェンドラ・サークル、アカデミックゾーン、およびホステルゾーンの間を定期的に運行するバスがある。
IITの海外展開計画の一環として、タンザニアにオフショアキャンパスを設置する可能性がある。2023年7月には、インドとタンザニアの教育関係者が、タンザニアの自治領、ザンジバルにあるIITマドラスのサテライトキャンパスが2023年10月に授業を開始すると発表した。

### 学生向けホステル
アイアイティー・マドラスの多くの学生は、寮で生活しており、学業の合間に課外活動が行われている。キャンパスには20の寮があり、そのうちの4つ（シャラヴァティ、サラユ、サバルマティ、そして最近建設されたトゥンガ）は女性専用である。以前は各寮に食堂があったが、現在はすべて閉鎖されている。食堂は3つの中央ホール、ニルギリ、ヴィンドヤ、ヒマラヤで提供されている。最近では、古いコーヴェリ寮のメッシュにジャイン教の食事が提供されるようになりました。学生は入学時に寮に配属され、通常は学業課程全体でその寮に滞在している。
IITM のホールは次の通り。
| 男子 ホステル | 男子 ホステル | 男子 ホステル | 男子 ホステル  |
| ------------- | ------------- | ------------- | -------------- |
| アラカナンダ  | ブラマプトラ  | カーヴリー    | ガンガー       |
| ゴダヴァリ    | ジャムナ      | クリシュナ    | マハナディ     |
| マンダキニ    | ナルマダ      | パンパ        | タプティ       |
| サラスワティ  | シンドゥ      | タミラパラニ  |                |
| 女 ホステル   |               |               |                |
| バドラ        | サバルマティ  | サラユ        | シャラヴァティ |
| スワルナムキ  | トゥンガ      |               |                |

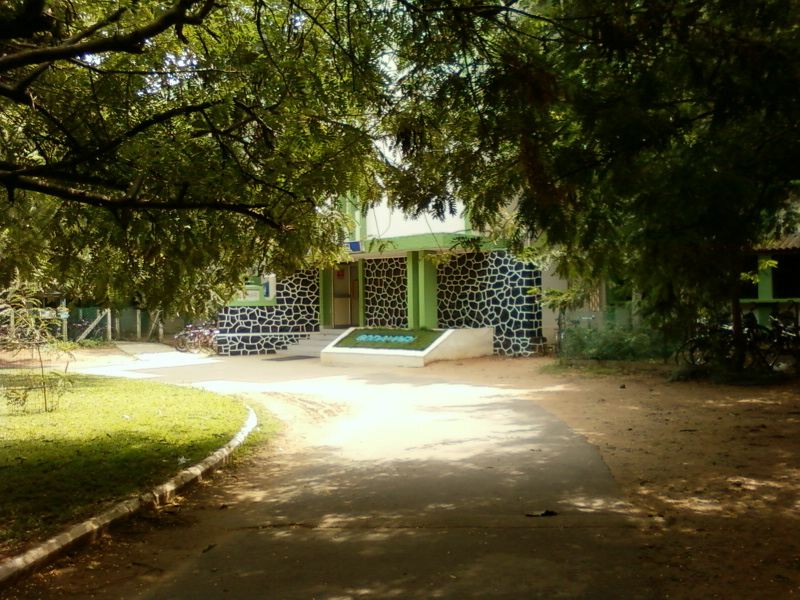
Godavari Hostel

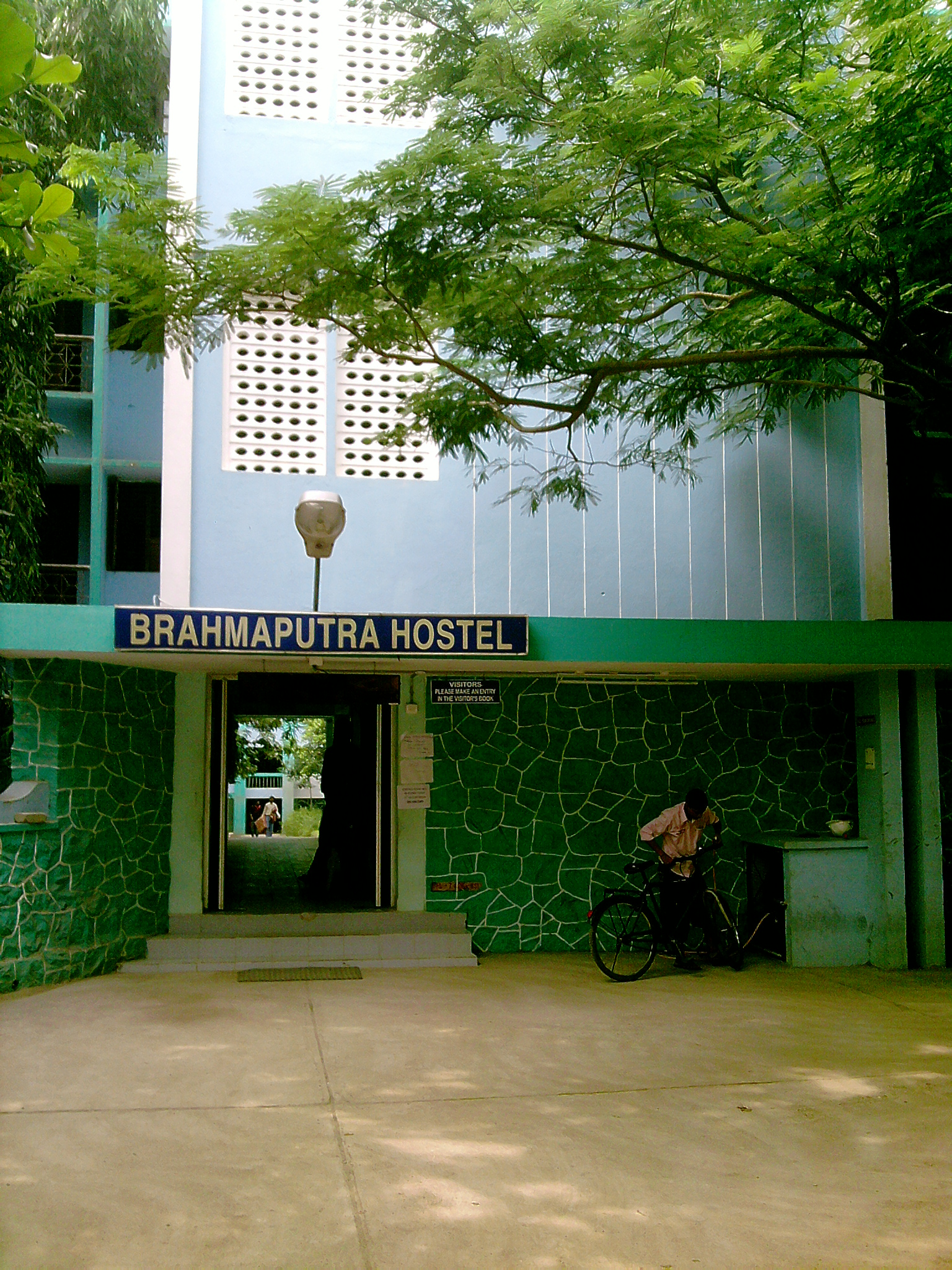
Brahmaputra Hostel

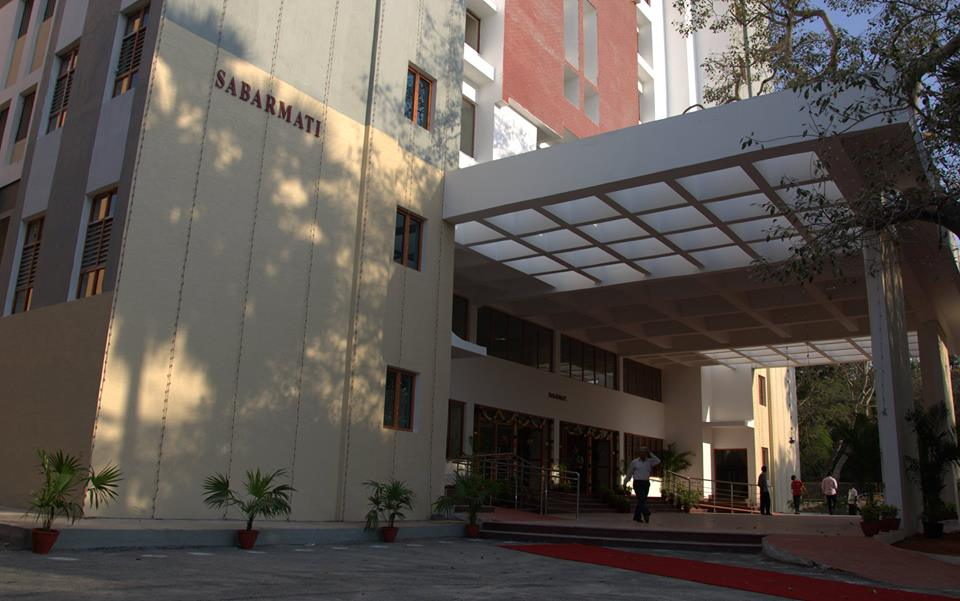
Sabarmathi Hostel

シンドゥ、パンパ、マハナディ、およびタミラパラニの寮は7階建てで、他の寮はすべて3階または4階建てであり、これらの4つの寮には、1,200人以上の学生を収容することができる。古い寮はもともと2000年代初頭まで3階建てだったが、追加の部屋が追加された。増加した学生数に対応するために、3階建ての寮には追加の階が建てられ、主に学部生が住んでいる寮には食堂の代わりに新しいブロックが建設された。これらの新しいブロックはこれらの寮の入り口として使用できる。2022年現在、古いマンダキニ寮は取り壊され、新しい多階建てのブロックが開設され、約1200人の学生を収容できるようになった。
インディアン・インスティテュート・オブ・テクノロジー（IIT）は、2023年10月に、初の海外キャンパスをタンザニアのザンジバルに開設し、学部生50名と修士課程の学生20名の最初のクラスを受け入った。

### 設備
IITマドラスは、学生、教職員、行政および支援スタッフ、およびその家族に対して居住施設を提供している。居住用の建物では、私設のケータラーが雇われている。この自己完結型のキャンパスには、二つの学校（VanavaniおよびKendriya Vidyalaya）、三つの寺院（Jalakanteshwara、Durga Peliamman、およびGanapathi）、三つの銀行支店（SBI、ICICI、Canara Bank）、病院、ショッピングセンター、食料品店、ジム、寝室、クリケット、サッカー、ホッケー、およびバドミントンのスタジアムがある。 インターネットは学術ゾーンと教職員居住ゾーンで利用可能。以前は寮ゾーンでのインターネットは午後2時から深夜まで、および午前5時から午前8時までに制限されていたが、学期中の需要の増加により、絶え間ないインターネットサービスが提供されている。
アイアイティー・マドラスもまた、IBMのバルゴ・スーパー・クラスターを備えたスーパーコンピューティングの能力を有しており、計算能力は97テラフロップスである。

### 管理
IITマドラスは、技術研究所法に基づく自治体で機能する法的な組織です。23のIITは、インド政府によって設立された最高機関であるIIT評議会によって中央的に管理されています。人的資源開発大臣が評議会の議長を務めています[28]。各研究所には、その管理と統制を担当する理事会があります。ファイナンス委員会は財政政策に関する助言を提供し、ビルとワークス委員会は建物とインフラに関する助言を提供する。
Senateは研究所の全教授から成り、その学術政策を決定します。シラバス、コース、試験、および結果に対する権限を持っています。特定の学術問題を検討するための委員会が任命され、研究所の所長がSenateの議長を務めます。現在の所長（2022年任命）はKamakoti Veezhinathanで、彼はIITマドラスでCSEのPh.D.とM.S.を取得した。
三つのSenateサブ委員会、つまり学術研究委員会、学術課程委員会、学生委員会は、学術管理および研究所の運営に寄与している。産業コンサルタンシーとスポンサードリサーチ委員会は産業コンサルタンシーを担当し、図書館諮問委員会は図書館の問題を監督している。

## 部門
IITマドラスには次の部門がある。
- 航空宇宙工学
- 応用力学
- バイオテクノロジー(Bhupat and Jyoti Mehta School of Biosciences)
- 化学工学
- 化学
- 土木工学
- コンピュータ サイエンス アンド エンジニアリング (CSE)
- 電気工学 (EE)
- 工学的設計
- 人文社会科学 (HSS)
- 経営学 (DOMS)
- 数学 (MA)
- 機械工学 (ME)
- 医療科学技術 (MST)
- 冶金および材料工学
- 海洋工学
- 物理

## 学術
IITマドラスは、エンジニアリング、科学、人文科学、およびマネジメントの17の分野で学士、修士、研究の学位を提供しています。学問、研究、および産業コンサルタンシーに従事しているのは、約600人の科学および工学の学科および研究センターの教員である。
この研究所には、エンジニアリングおよび純粋な科学のさまざまな分野にわたる16の学術部門と高度な研究センターがあり、ほぼ100の実験室があります。学年暦はセメスターを基準に組織されており、各セメスターでは最低70日間の英語による指導が提供されている。学生はセメスター全体を通じて継続的に評価され、評価は研究所に付与された自律的な地位の結果で、教員によって行われます。研究業績は、国内外の同業者による論文の査読に基づいて評価される。学術プログラムを規定する法令は、研究所内で最も高い学術機関であるSenateによって作成されている。
IITMはまた、数学とコンピューティングの完全にオンラインのBEd学位プログラムを開始する準備を進めており、これはIITマドラスのG20セミナーでディレクターが述べたとおり、学校での数学教育の向上を目指している。

### 成績評価制度と学生評価
インド工科大学には、成績評価に関して厳格な規則がある。 コースに応じて、評価は授業への参加、出席、小テスト、試験および/またはレポートに基づいて行われている。 継続的な評価はコースの講師によって行われる。 他の IIT でも使用されている IIT マドラスの評価システムは、文字に変換された 0 から 10 までのスケールを持つ累積成績点平均。
| レターグレード | 成績ポイント | 言葉で                        |
| -------------- | ------------ | ----------------------------- |
| S              | 10           | 優秀（優秀な学生/成績優秀者） |
| A              | 9            | とても良い                    |
| B              | 8            | 良い                          |
| C              | 7            | 満足のいく仕事                |
| D              | 6            | 平均以下の                    |
| E              | 4            | 悪い（しかし合格）            |
| U              | 0            | 失敗した                      |
| W              | 0            | 出席率の不足 (通常 75% 未満)  |

CGPAは、成績ポイントの累積のクレジット加重平均を計算して求められます。その式は次の通り。CGPA = (Σ Ci • GPi) / (Σ Ci)、ここでNは科目の数、Ciはi番目の科目の単位数、GPiはi番目の科目の成績ポイント、CGPAは累積成績平均。
重要なのは、インドで使用されるCGPAは、一般的にアメリカで使用されるものとは異なることである。インドでは、学士課程中に共同課外活動や特別課外活動に対して単位が与えられる場合があるが、修士プログラムでは許可されていない。IITの成績は、NTU、NUS、DAADなどの多くの国際組織から受け入れられている。
さらに、学生の出席はVG（非常に良い：常に出席）、G（良い：すべての講義に出席していない）、およびP（悪い：講義の75％未満に出席していた）で評価されている。

### 入学試験
学部課程への入学は、BTechおよびデュアルディグリー（BSc + MScまたはBTech + MTech）プログラムを含む場合、共同入学試験 – アドバンスト（JEE-Advanced）を通じて行われる。IITマドラスは2017年にJEE Advancedを実施した。統合マスターオブアーツ（MA）プログラムへの5年間の入学基準は変更されており、IITマドラス独自の試験であるHumanities and Social Sciences Entrance Examination（HSEE）は2023年から実施されない。データサイエンスとアプリケーションの4年制BS学位プログラムへの入学は、2つのチャンネルを通じて行われる。JEEと独自の入学試験（Qualifying Exam）。Qualifying Examは、インド全土で他の競争試験と同様にさまざまなTCS試験センターでCBTモードで実施され、計算思考、数学、統計、および英語からの質問が含まれている。
修士課程において、MTechおよびMSプログラムへの入学は、工学の卒業資格試験（GATE）を通じて行われる。2022年以降、5年制統合MAプログラムが廃止され、同プログラムが2年間のPGプログラムに変更された後、MAプログラムへの入学もGATEのスコアが必要。Joint Admission Test to MSc（JAM）は、2年間のMScプログラムおよびその他のBSc卒後プログラムへの入学試験として機能します。MBAの候補者は、共通入学試験（CAT）での成績に基づいて受け入れられる。

### 学術研究プログラム
その機関には、工学および純粋な科学の分野にまたがる部門と先進的な研究センターがあり、約100の実験室がある。
研究プログラムは、MSまたはPhDの学位を授与する学部メンバーまたは特定の研究グループによって実施されるプロジェクトに関連しています。これらの部門プログラムに入学した学者は、その学部の指導のもとで研究を行う。各部門は、ハンドブック、パンフレット、およびビュレットンを通じて学術コミュニティに関心のある分野を公表している。関心の対象は理論的または実験的である可能性がある。IITマドラスは、特定の焦点領域に対する16の学際的な研究プロジェクトを開始した。

### 他大学との連携
当研究所は、教員交換プログラムを通じて世界中の教育機関と学術上の友好関係を維持している。 同研究所は海外の大学と覚書（MOU）を締結しており、その結果、協力プロジェクトや任務が行われている。 パートナーのリストには、オークランド工科大学、マッセイ大学、ダラム大学、シドニー大学、コロンボ大学、その他世界中の名門大学が含まれている。また、さまざまなプロジェクトのために交換留学生を受け入れています。 最近では、東京大学の大岩毅さんのような日本からも学生が私たちのプログラムに参加しました。

### IITM Research Park

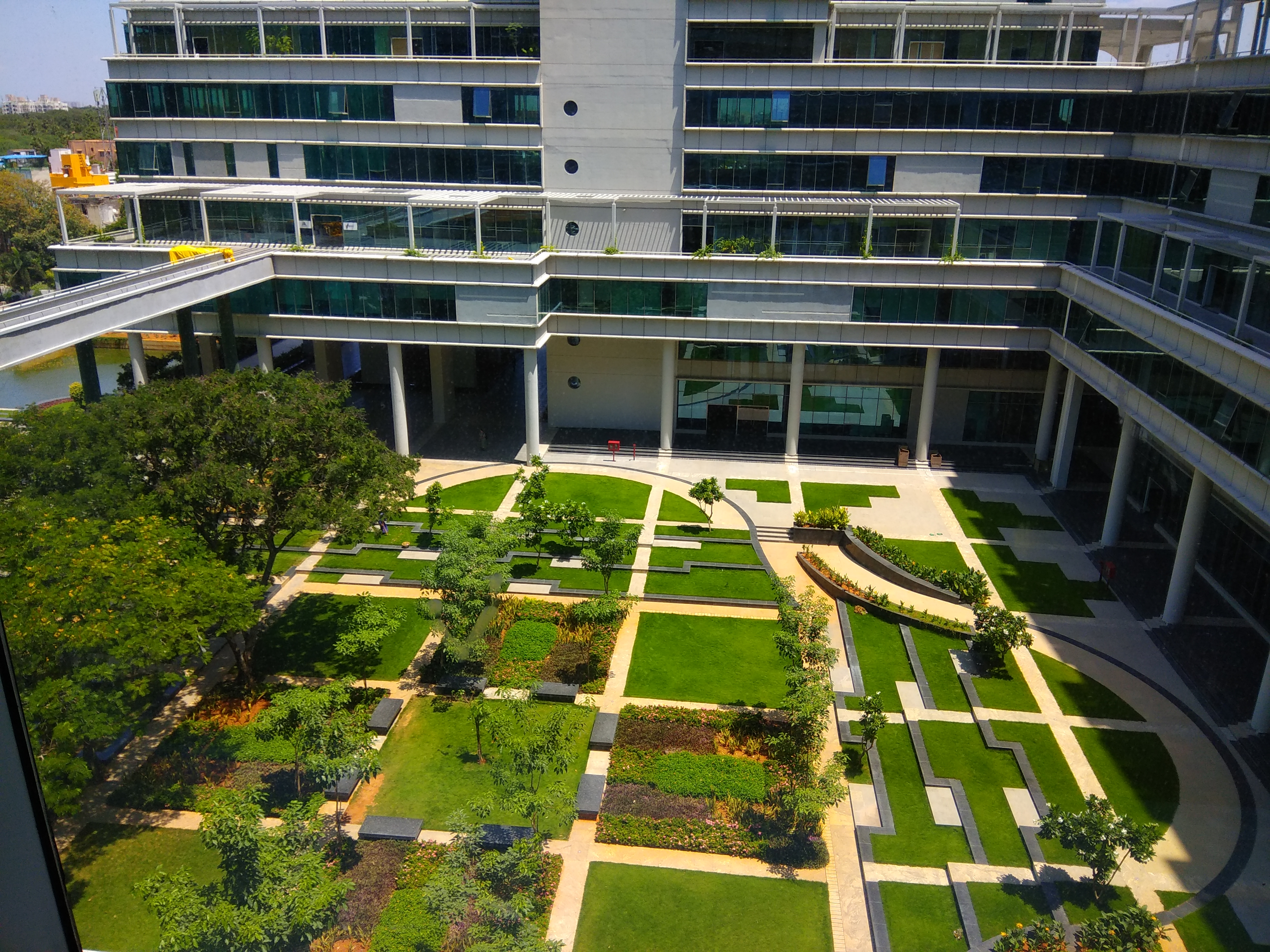
IIT Madras Research Park

IITM リサーチ パークは、インド初の大学ベースのリサーチ パークです。 リサーチパークは、確立された企業のイノベーションを促進し、インキュベーション活動と技術インフラストラクチャを通じて新興企業に育成エコシステムを提供する機能を果たしている。 この成功を受けて、インド中央政府の Start Up India イニシアチブの一環として 50 のリサーチパークが計画された。 IIT マドラス リサーチ パークの企業顧客には、国防研究開発機構 (DRDO)、バーラト ヘビー エレクトリカルズ リミテッド、サンゴバン、フォーブス マーシャルが含まれます。 Ather Energy、Hyperverge、Gyandata、ヘルスケア テクノロジー イノベーション センター (インド政府バイオテクノロジー局後援) は、リサーチ パークで育成されたスタートアップやセンターの一部である。 リサーチ パークは、IIT マドラスで育成される非常に多くのスタートアップの主要な推進力となっている。

## 学生活動

### 学生祭

#### E-サミット IIT マドラス
IIT マドラスの起業家精神セル E-セルによる E-サミットは、IITM の毎年恒例の主力イベントであり、若い起業家とそのベンチャーに焦点を当てた唯一の ISO 9001:2015 認定起業家精神サミットである。

### シャーストラ
シャーストラは、IIT マドラスが毎年開催する技術フェスティバルである。 通常、1 月の第 2 週に開催され、世界で最初の ISO 9001:2015 認定を受けた学生主催のフェスティバルです。その組織と活動で知られている。 フォーラムには、シンポジウム、ワークショップ、ビデオ会議、講演、デモンストレーション、技術展示などが含まれます。 競技活動には、設計イベント、プログラミング、シミュレーション、クイズ、応用エンジニアリング、スピードキューブ、ロボット工学、廃品回収戦争などが含まれる。

### サラン
サランは、IIT マドラスが毎年開催する社会文化フェスティバルです。 これは毎年 1 月初旬に開催される 5 日間にわたるイベントで、全国から 70,000 人の学生や若者が集まり、インド最大の学生主催のフェスティバルとなっている。サーランのイベントには、次のようなスピーチが含まれている。 ダンス、演劇、クイズ、言葉遊び、プロのショー（愛称プロショー）、音楽、ファッション、アート、ダンスに関するワークショップなどがある。

### メカニカ
メカニカルは機械工学協会の技術祭典である。 それは毎年3月に起こっている。 チェンナイの学生とインド全土から大学生がこのイベントに参加している。 多くの講義、ワークショップ、コンテスト、楽しいアクティビティやクイズで構成されている。現在の秘書はウラス・クマール・モンダルとクリス・ジョイ・ベックであり、イベントチームの責任者はアリンダム・ハルダーである。

### 起業家精神細胞
IIT マドラスの起業家精神セルは、起業家精神は単に会社を設立してビジネスを構築することではなく、インドの社会経済的発展への道であると信じている。 E-Cell は以前は C-TIDES として知られていましたが、2015 年に起業家として再命名された。
E-Cell IIT Madras は、起業家精神を奨励する活動的な非営利団体で、完全に学生によって運営されている。

### イノベーションセンター (CFI)
1981 年のバッチによって寄付された資金で設立された。CFI は、IIT マドラス校の新進エンジニアの創造的な成果を目的とした学生運営のラボとして 2008 年に設立された。 学生に自分のアイデアを実現するために必要なプラットフォームを提供している。 ここには 13 のクラブと 7 つの競技チームがあり、さまざまな技術イベントで IIT マドラスを代表している。 サマースクールは、夏休み中に新入生に人気のトピックを教えるためにクラブによって開始された。
CFI には、ラフタール フォーミュラ レーシング、チーム アンヴェシャク、火星探査車チーム、アビヤーン、自動運転車チーム、アヴィシュカール ハイパーループ、ハイパーループ チーム、チーム アビユデイ、ロケット チーム、アグニラス、ソーラー カー チーム、iGem などの学生チームのワークスペースがある。
CFI の毎年恒例の旗艦イベントであるオープンハウスでは、競技チームの作品とともに、すべての CFI クラブのプロジェクトが展示されている。

### 壁画外講義 (EML)
IIT マドラス校の当時の所長である故 PV インディレサン教授の支援を受けて学生グループによって 1980 年に開始された壁外講義シリーズの主な目的は、IIT マドラス コミュニティにさまざまな分野の著名な人物のアイデアや経験を知ってもらうことである。 長年にわたり、故 APJ アブドゥル・カラム・インド元大統領、ノーベル賞受賞者ダライ・ラマ14世、ノーベル平和賞受賞者カイラス・サティヤルティ、チェスのグランドマスター・ヴィシュワナタン・アナンド、映画監督のS・S・ラージャマウリ、シュリ名誉知事らが講演を行った。 E.S.L. ナラシンハン、シュリ鉄道名誉大臣。 スレーシュ・プラブ氏はインドシュリーの現副大統領。 M.Venkaiah Naidu、音楽作曲家 Ilayaraja、Infosys Shri の共同創設者。 クリス・ゴパラクリシュナン 駐インド日本大使 平松賢二氏、当時のインド国防長官アジャイ・クマール氏、ISRO議長のS.ソマナス氏がIITマドラスで壁外講義を主催し、学生の意欲を高め、視野を広げた。

### IIT マドラス ヘリテージ センター
ヘリテージ センターは、2006 年 3 月 3 日に IIT マドラス元所長のアルコット ラマチャンドラン博士によって正式に開設された。センターは管理棟の 1 階にある。 ヘリテージ センターの実際のアイデアは 2000 年に議論され、担当教授のアジット クマール コラール博士と彼のチームの努力により現実になった。 このセンターは、研究所のさまざまな側面の歴史的重要性と遺産価値に関する資料の保管庫として機能している。
展示品には、写真、文書、出版物、絵画、肖像画、開発された製品、その他の記事が含まれる。 重要なイベント、研究室の開発、重要な要人の訪問、インドとドイツの協力活動、教員と学生の学業成績に関する情報も含まれている。 IITM キャンパスの特徴と開発、キャンパスライフ、学生活動の側面も含まれており、将来的にはセンターの範囲を学術以外の活動にも広げている。

## 論争

### 愛のキス
2014年11月、ヒンドゥー教ムンナニのメンバー数名が、IITマドラス研究所が「愛のキス」キャンペーンの主催者となった後、その外で「唾を吐く抗議活動」を組織したとして逮捕された。 グループのメンバーたちは集まって、先週行われた愛のキスキャンペーンでキスやハグをしている学生たちの写真に唾を吐き始めた。 さらに、生徒たちに対して暴言を吐いたこともあった。

### 牛肉祭り
2017年、中央政府による牛の屠殺禁止に抗議するため、APSCの一部の学生によって牛肉祭りが開催された。 学生混乱の中で博士課程の学生が一部の右翼学生に襲撃され、事態は暴力的なものとなった。 学生は怪我を負い、入院しなければならなかった。 IITマドラスは公式声明を発表する必要があり、高等裁判所に平和維持委員会の設置を求める請願が提出された。 2023年6月、高等裁判所は請願を処分した。

## 著名な卒業生
- アルムガム・マンティラム、テキサス材料研究所所長、テキサス大学オースティン校機械工学教授
- アナンド・ラジャラマン、ジャングリー創設者。 現在、Venky Harinarayan とともに Kosmix.com を率いている。
- アナント・アガルワル、MIT電気工学およびコンピュータサイエンス教授
- アニマ・アナンドクマール氏、カリフォルニア工科大学ブレン・コンピューティング教授。 彼女は、NVIDIA の機械学習研究のディレクターである。
- アルン・スンダララジャン、ニューヨーク大学スターン・スクール・オブ・ビジネス教授
- Atul Chokshi、材料エンジニア、シャンティ・スワラップ・バトナガール受賞者
- B. N. スレシュ、IIST 所長
- B. ムトゥラマン氏、タタ・スチール社常務取締役
- アハグル創設者バラジ・サンパス
- バスカー・ラマムルティ、IIT マドラス所長 (2011 – 2022)
- グルラジ・デシュパンデ氏、シカモア・ネットワークスの創設者
- T.V.ラジャン・バブ、オハイオ州立大学化学教授
- G.K.アナンタスレシュ、インド科学大学教授
- ハリ・バラクリシュナン氏、MIT EECS 部門の富士通主任教授
- Jai Menon 氏、IBM フェロー、CTO および技術戦略担当副社長 – IBM システムおよびテクノロジー グループ
- B. ジャヤン・バリガ、絶縁ゲート・バイポーラ・トランジスタ (IGBT) の発明者
- ジャヤラマン・チャンドラセカール、計算化学者、シャンティ・スワラップ・バトナガール受賞者
- クリス・ゴパラクリシュナン氏、Infosys 共同会長兼共同創設者
- クリシュナ・バーラト氏、Google ニュースの作成者、Google の主席科学者
- L. マハデヴァン、FRS、ド・ヴァルピーヌ、ハーバード大学応用数学、物理学、生物学教授 2009
- マッカーサーフェロー
- K.マニ・チャンディ、元カリフォルニア工科大学工学・応用科学部長
- マーティ・G・スブラマニヤム、ニューヨーク大学スターン・スクール・オブ・ビジネス、金融教授
- Murali Sastry、ナノテクノロジスト、シャンティ・スワラップ・バトナガル受賞者
- マス・サブラマニアン、ミルトン・ハリスオレゴン州立大学材料化学教授
- ナラヤナン・チャンドラクマール、化学物理学者、シャンティ・スワラップ・バトナガール受賞者
- ニーレシュ・B・メータ、通信エンジニア、シャンティ・スワラップ・バトナガル受賞者
- Prabhakar Raghavan 氏、Google エンジニアリング担当副社長、スタンフォード大学コンサルティング教授
- R. プラサンナ、ギタリスト / カーナティック ミュージシャン
- ピナキ・マジュムダル、物性物理学者、シャンティ・スワラップ・バトナガル受賞者
- プレム・ワツァ、億万長者。 BlackBerryを所有するFairfax Financial Holdingsの創設者、会長、最高経営責任者
- ラダ・ヴェンブ氏、Zoho Corporation 共同創設者。
- Ramanathan V. Guha、RSS フィード技術の発明者、Google のコンピュータ科学者。 2013年にIITマドラスから優秀卒業生賞を受賞
- ラメシュ・ゴビンダン氏、ノースロップ・グラマン工学部教授、南カリフォルニア大学コンピューター
- イエンスおよび電気工学教授。 2014年にIITマドラスから優秀卒業生賞を受賞
- Raghu Ramakrishnan 氏、Microsoft 情報サービス社テクニカルフェロー兼 CTO
- ラジュ・ナラヤナ・スワミー、IAS 役員
- ラマヤ・クリシュナン氏、カーネギーメロン大学ハインツ大学学部長
- S.ソウミャ、カーナティック・ボーカリスト
- Timothy A. Gonsalves 氏、コンピューター科学者、IIT マンディ初代所長
- シャシ・ナンビサン氏、アイオワ州立大学交通研究教育センター所長
- シュリダール・タユル氏、フォード特別研究委員長兼カーネギーメロン大学運営管理教授。 SmartOps および OrganJet の創設者
- Zoho Corporation 創設者兼 CEO の Sridhar Venbu 氏
- スブラ・スレシュ、元カーネギーメロン大学学長、元国立科学財団理事、元MIT工学部学部長
- Venkat Rangan 氏、Clearwell Systems 共同創設者兼 CTO
- ヴェンカテサン・グルスワミ氏、カーネギーメロン大学コンピューターサイエンス学部准教授
- ベンキー・ハリナラヤン氏、コスミックス共同創設者
- ヴィック・ガンドトラ、元グーグル上級副社長、グーグルプラスとMITテクノロジーの創始者 世界のトプイノベーターを振り返る
- ヴィネイ・ネール氏、ウォートンスクール客員教授、エイダ・インベストメンツ創設校長
- ヴィスワナタン・クマラン氏、化学エンジニア、シャンティ・スワラップ・バトナガル受賞者

## IIT マドラスの卒業生が経営する企業
- Zoho Corporation、インドの多国籍テクノロジー企業
- Ather Energy、インドの電動二輪車メーカー
- アグニクル・コスモス、インドの航空宇宙メーカー
- アヴィシュカール ハイパーループ
- サーフ ウォーター